# Winnetka-Plan
Der Winnetka-Plan ist ein von Carleton Washburne in Winnetka, einem Vorort von Chicago, Illinois, durchgeführter pädagogischer Plan. Er berücksichtigt die Sozialerziehung, aber auch die Individualität des Schülers. Aufgrund dessen wird die Arbeitszeit aufgeteilt in Einzelarbeit und Gruppenarbeit. Außerdem werden die Altersklassen abgelöst durch Leistungsgruppen, in denen die Schüler die Freiheit der Wahl ihrer Arbeitsgebiete haben. Der Lehrer hat hier nur die Rolle des Helfers. Die Schüler werden nach ihren Leistungen als auch danach, wie sie sich in die Gemeinschaft integrieren beurteilt.

## Historische Einordnung
Der Winnetka-Plan basiert auf drei Prinzipien und Modellen der Bildungsreform, welche durch Carleton Washburne zusammengefasst und ausgearbeitet wurden.
- Die erste „Quelle“ des Winnetka-Plans findet sich 1912 in Winnetka. Hier wollte eine Gruppe von Männern eine Privatschule einrichten, da sie selbst, als Geschäftsmänner, eine solche besuchten. Edwin Fetcher machte daraufhin den Vorschlag, die öffentlichen Schulen so weit zu verbessern, dass keine Privatschule mehr benötigt wird. Dieser Vorschlag wurde zunächst abgelehnt, jedoch wurde Fetcher später zum Präsidenten der Lehrbehörde gewählt und brachte viele Änderungen in den öffentlichen Schulen durch (z. B. die Einführung von Kunstunterricht und Hauswirtschaftslehre). Darüber hinaus wurden viele Beobachtungen und Analysen des Lernverhaltens der Kinder angestellt.

- Die zweite Quelle findet sich, ungefähr zur selben Zeit, in San Francisco. Dort war Frederic Burk Direktor der San Francisco State Normal School, in welcher Grundschullehrer eine zweijährige Ausbildung in Geschichte, Philosophie, Psychologie und Lehrtechniken sowie eine kurze praktische Ausbildung an der institutsangehörigen Grundschule. Frederic Burk war bekannt dafür, dass er sehr fortschrittlich und innovativ dachte und dass die Absolventen der State Normal School eine sehr gute Ausbildung genossen. Durch Beobachtung der Schüler der Grundschule bei einem Experiment wurde klar, dass es große Fluktuationen in den Leistungen der Schüler gab. Die einen lernten schnell und die anderen waren überfordert. Dies brachte Burk darauf, den Schülern ein individuelles Lehrprogramm vorzulegen. Er schrieb daraufhin ein Monogramm, in welchem er sehr scharfe Kritik am momentanen „militärischen“ Schulsystem ausübt.

- Die dritte Quelle ist Carleton Washburne selbst. 1912 war er Direktor an einer ländlichen Schule und bemerkte in einer 6. Klasse große Differenzen in den Leistungen der Schüler in dem Fach Rechnen. Deswegen teilte er die Klasse in kleinere Gruppen, in denen nun Schüler mit gleichem Lernverhalten zusammen waren und zusammen lernten. Jedes Kind bekam so die Arbeit, die zu ihm passte. Washburne bemerkte, dass die Schüler in diesen Gruppen besser lernen als in der großen Klasse. 1914 holte Frederic Burk Washburne nach Kalifornien, um dort seine Theorie vorzustellen. Burk war begeistert und gab Washburne einen Job für die darauffolgenden vier Jahre. Nun ging Washburne von zwei Seiten des Lernens aus. Einerseits versuchte er herauszufinden, welche allgemeinen Kenntnisse die Kinder benötigen, und andererseits versuchte er die Kinder zu befragen, was sie gerne lernen würden. Nachdem er vier Jahre lang seine Theorie verfeinert hatte, ging er nach Winnetka, um eine Schule nach diesem Modell zu leiten.

## Unterrichtsgestaltung
Der Unterricht besteht aus zwei Komponenten des Lernens:
1. individual work: Vormittags stattfindender Unterricht in individuellen Gruppen, welche dem Lernverhalten der Kinder angepasst sind. Hier arbeiten die Schüler selbständig an den Aufgaben, welche in ihren Büchern erklärt sind. Die Schüler in den Gruppen helfen sich gegenseitig und sie können den Lehrer um Rat fragen. Hier werden die grundlegenden Fächer wie Lesen, Schreiben und Rechnen behandelt.
2. group and creative activities: Nachmittags stattfindender Unterricht in gemischten Gruppen (z. B. nach Interesse). Hier steht nicht das Lernen im Vordergrund, sondern die sozialen Verhältnisse. Es werden hier die historisch-geographischen und  musisch-künstlerischen Fächer gelehrt. Die Schüler bilden auch Versammlungen, in denen sie beschließen, was sie in der nächsten Zeit machen wollen.

## Bewertung- bzw. Diagnosebögen
Es wird mit drei verschiedenen Bewertungsbögen gearbeitet:
1. individuelle Unterrichtsdiagnosebögen: Diese besitzt jeder Schüler. Sie listen tabellarisch den im gesamten Schuljahr zu erledigenden Unterrichtsstoff auf. Sie werden vom Lehrer ausgefüllt und halten fest: 1. wann der Schüler ein Kapitel selbständig bearbeitet hat, 2. ob die erbrachten Leistungen verbesserungswürdig sind (Vierteljahres-Abstand), 3. auf welchem Level sich der Schüler in einer jeweiligen Disziplin befindet und 4. beispielsweise, welches Buch wann gelesen wurde.
2. Bewertungsbögen für Eltern und Lehrer: diese werden vor einem Elterngespräch mit dem Lehrer ausgeteilt und sind untergliedert in:
  1. Parents' notes: Eltern sollen beispielsweise auf folgende Frage antworten: „Was erzählt ihr Kind von der Schule zuhause?“ oder „Wie geht ihr Kind mit Autorität und Kontrolle um?“
  2. Teacher's notes: sind wie folgt untergliedert:
    1. academic progress: verbale Bestandsaufnahme des Schülers über das gesamte Schuljahr in Englisch, Gemeinschaftskunde, Mathe, Naturwissenschaften unter Berücksichtigung seiner Fähigkeiten und den Leistungen seiner Leistungsgruppe.
    2. danach werden von dem Lehrer schriftlich Fragen zu folgenden Eigenschaften beantwortet:
      1. work habits ("Ist der Schüler aufmerksam?" oder "Werden Aufgaben ordentlich erledigt?")
      2. growth as an individual ("Zeigt der Schüler Eigeninitiative?")
      3. participation ("Nimmt das Kind am Unterricht teil?")
      4. growth as group member ("Respektiert er andere?")
3. Diagnosebogen zur Entwicklung der Teamfähigkeit: Im 6-wöchigen Abstand erläutert der Lehrer gemeinsam mit dem Schüler, ob er in der Gruppenarbeit z. B. absolut kooperativ und motiviert in der Gruppe mitgearbeitet hat oder evtl. mehr oder minder sich in die Gruppe eingebracht hat oder evtl. gar kein Interesse an gemeinsamer Gruppenarbeit gezeigt hat. Durch die regelmäßige skalierte Beurteilung und Dokumentation in einer Tabelle kann man die Entwicklung eines Schülers gut über einen längeren Zeitraum nachvollziehen.

## Phasen des Beurteilungsverfahrens
1. Leistungsvereinbarung:
  - Klare Abgrenzung der notwendigen Kenntnisse und Fertigkeiten
  - Bezug zum Lebenspraktischen (Was jedes Kind wissen muss)
  - Anforderungen erheblich geringer als die eines normalen Schullehrgangs
2. Leistungserbringung:
  - individuelle Grundkenntnisse und Fertigkeiten aneignen
  - Leistungserbringung in der „individual work“ konstant, hier Zeit der variable Faktor
  - Leistungserbringung durch „real tests“
  - Zeit in den „group and creative activities“ konstant, individuelle Leistungserbringung orientiert sich an den Gruppenmitgliedern
3. Leistungsbeobachtung: 
  - Lehrer tritt in den Hintergrund (Selbstlehrendes und -berichtigendes Arbeitsmaterial)
  - Unterteilung der Schüler in „self-reliant-group“ und „supervised-group“
  - „real-tests“ zur Diagnose ("wo Hilfe benötigt wird") aber auch durch:
  - Selbstkontrolle der Schüler
4. Leistungsbeschreibung:
  - Unterrichtsdiagnosebögen
  - Bewertungsbögen am Ende des Schuljahrs
  - Bogen zur Beschreibung der Teamfähigkeit
5. Leistungsbewertung:
  - Durch Fehler Korrekturaufgabe vonnöten
  - Lehrer behält Entscheidung über Fortschreiten und Nichtfortschreiten des Schülers
  - Leistung gilt als erbracht wenn sie richtig ist
6. Leistungsbeurteilung:
  - verbal und schriftlich am Ende des Schuljahrs
  - Meinung und Erfahrungen der Eltern und Schüler werden mit berücksichtigt
  - Versetzung von Leistungen in den Grundfächern abhängig
  - kognitive, fachspezifische Aufgaben, die entweder in schriftlicher oder mündlicher Form bearbeitet werden, werden dabei in der "individual work" diagnostisch beurteilt
  - soziale, emotionale, praktische und persönliche Leistungen liegen demgegenüber zugrunde, wenn der Lehrer auf die „Entwicklung des Kindes als Gruppenmitglied“ eingeht (growth as a group member)

## Bezugsnormen
Größtenteils individuell ausgelegt. Die individuelle Beurteilung basiert auf dem „Leistungsfortschritt“ den die Schüler machen, wobei die Beurteilungsgrundlage hierbei die „Perioden (6-Wochen)“ und die Leistungen in den „real-tests“ sind. Anhand der Diagnosebögen lässt sich erkennen, wie weit die sozialen Fähigkeiten vorangeschritten sind. Zentrale Funktion der Beurteilung hier ist eine Orientierung zu geben.

## Qualitätskriterien
Die testtheoretischen Qualitätskriterien sind hier nicht objektiv einzuhalten, da immer der Schüler mit seinem sozialen Verhalten beurteilt wird. Aber sie können verlässlich und wertend sein, da die Beurteilung über einen sehr kurzen Zeitraum erfolgt kann eine gute Prognose abgegeben werden und sogar bei eventuellen Schwächen noch eingegriffen werden. Hier stehen die pädagogisch motivierten Qualitätskriterien im Vordergrund, da die Schülerbeteiligung sehr hoch ist und ihnen ein hohes Maß an Eigenverantwortung angelegt wird. 

## Leitbilder
Das Leitbild dieses Lehr-Systems beruht auf dem selbständigen Lernen der Schüler (selbständiges arbeiten und korrigieren). Durch getrennten Vor- und Nachmittagsunterricht können morgens die fachlich-inhaltlichen Bereiche bearbeitet werden und mittags die sozial-kommunikativen. Dadurch entwickeln die Schüler ein Selbstbewusstsein, welches ihnen hilft den anderen Schülern zu helfen.

## Kritik
- wie sieht konkrete Gestaltung der ersten beiden Schuljahre aus?
- Rolle des Lehrers widersprüchlich: Einerseits nur „nachträglich Helfender“, andererseits teilt er Schüler in „mündige“ (self-reliant) und „überwachte“ (supervised) Schüler ein.